# Navigační akta
Navigační akta (též zákony o plavbě, anglicky Navigation Acts, slovo navigation je užito ve smyslu lodní doprava) je série zákonů, kterými Anglie (resp. po r. 1707 Království Velké Británie) upravovala vodní dopravu a námořní obchod v Anglii a anglických koloniích. První z těchto zákonů přijal Oliver Cromwell v roce 1651 v zájmu vnitřní a vnější obrany státu; zároveň tím podporoval svoji vládu diktatury. Tento zákon přikazoval dovážení zboží z kolonií pouze loďmi s anglickou posádkou, z Evropy anglickými loďmi, případně loďmi s posádkou země, která vyrobila přepravované zboží. To se nejvíce dotklo Nizozemí a vedlo k první anglo-nizozemské válce. Charakter prvního zákona byl zachován nadále do konce 18. století, poté docházelo k uvolňování až do poloviny 19. století, kdy byla regulace zrušena.